# 中谷敏夫
中谷 敏夫（なかたに としお、1968年5月10日 - ）は、日本のアニメーションプロデューサー。日本テレビ放送網株式会社 グローバルビジネス局アニメ事業部専門副部長兼チーフプロデューサー。神奈川県横浜市出身。

## 人物
早稲田大学卒。学生時代は探検部所属、ドキュメンタリー番組製作志望で日本テレビに入社。[要出典]
映画『ルパン三世 くたばれ!ノストラダムス』でアニメプロデュースにデビュー。それ以降、日本テレビ制作のアニメ作品に数多く関わっている。バラエティでは、「世界まる見え!テレビ特捜部」などでディレクター経験がある。[要出典]
世界第5位の大河、インドのブラマプトラ河をラフティングによる世界初降下の記録を持つ。[要出典]
趣味は読書、カラオケ。特にカラオケではaikoの「カブトムシ」がお気に入り。[要出典]
2014年年末カラオケの最中に15分間心停止し、入院。死線をさ迷うも奇跡的に復活。心臓が止まったことから、泊 心ノ介（とまりしんのすけ）を名乗ることもある。[要出典]
汗かきで常にハチマキを巻き、アフレコ現場ではしばしば現場作業員と間違えられる。[要出典]
自称アニメ嫌いだが、漫画家福本伸行と矢沢あいを神と崇めている。[要出典]
日本プロ麻雀連盟アマ二段。[要出典]
バツイチ。[要出典]

## 経歴
早稲田大学教育学部卒業後、1992年日本テレビ入社。1994年に日テレにてアニメ担当となり、映画『ルパン三世 くたばれ!ノストラダムス』でプロデューサーとして初めて製作に携わる。以降、日本テレビ製作アニメの多くを手掛ける。以前は事業局コンテンツ事業部専門副部長。2020年10月より現職。
また、『ルパン三世VS名探偵コナン』の企画を発案し、讀賣テレビ放送の諏訪道彦に提案した。

## 作品一覧

### テレビアニメ
1995年
- ルパン三世 ハリマオの財宝を追え!! - プロデューサー
- ズッコケ三人組 楠屋敷のグルグル様 - プロデューサー

1996年
- YAWARA! Special ずっと君のことが…。 - 企画、プロデューサー
- ルパン三世 トワイライト☆ジェミニの秘密 - プロデューサー

1997年
- ルパン三世 ワルサーP38 - プロデューサー
- 剣風伝奇ベルセルク - プロデューサー

1998年
- ルパン三世 炎の記憶〜TOKYO CRISIS〜 - プロデューサー

1999年
- シティーハンター 緊急生中継!? 凶悪犯冴羽獠の最期 - プロデューサー

2004年
- MONSTER - プロデューサー（第11話 - 第74話）
- お伽草子 - プロデューサー

2005年
- ルパン三世 天使の策略 〜夢のカケラは殺しの香り〜 - プロデューサー
- 闘牌伝説アカギ 〜闇に舞い降りた天才〜 - プロデューサー

2006年
- 桜蘭高校ホスト部 - プロデューサー
- NANA - プロデューサー
- 砂沙美☆魔法少女クラブ - プロデューサー
- ルパン三世 セブンデイズ・ラプソディ - プロデューサー
- DEATH NOTE - プロデューサー

2007年
- CLAYMORE - プロデューサー
- BUZZER BEATER - プロデューサー
- ルパン三世 霧のエリューシヴ - プロデューサー
- DEATH NOTE リライト 幻視する神 - プロデューサー
- 逆境無頼カイジ - プロデューサー
- 魔人探偵脳噛ネウロ - プロデューサー

2008年
- RD 潜脳調査室 - プロデューサー
- 秘密 〜The Revelation〜 - プロデューサー
- ルパン三世 sweet lost night 〜魔法のランプは悪夢の予感〜 - プロデューサー
- DEATH NOTE リライト2 Lを継ぐ者 - プロデューサー
- ONE OUTS -ワンナウツ- - プロデューサー
- 魍魎の匣 - プロデューサー

2009年
- はじめの一歩 New Challenger - プロデューサー
- ルパン三世VS名探偵コナン - プロデューサー
- 蒼天航路 - プロデューサー
- 君に届け - プロデューサー

2010年
- ルパン三世 the Last Job - プロデューサー
- RAINBOW-二舎六房の七人- - プロデューサー

2011年
- 君に届け 2ND SEASON - プロデューサー
- 逆境無頼カイジ 破戒録篇 - プロデューサー
- HUNTER×HUNTER - プロデューサー
- ちはやふる - プロデューサー
- ルパン三世 血の刻印 〜永遠のMermaid〜 - プロデューサー

2012年
- LUPIN the Third -峰不二子という女- - プロデューサー
- ルパン三世 東方見聞録 〜アナザーページ〜 - プロデューサー

2013年
- ちはやふる2 - プロデューサー
- ガッチャマン クラウズ - プロデューサー
- はじめの一歩 Rising - プロデューサー
- ルパン三世 princess of the breeze 〜隠された空中都市〜 - プロデューサー

2014年
- 金色のコルダ Blue♪Sky - プロデューサー
- それでも世界は美しい - プロデューサー
- 戦国BASARA Judge End - プロデューサー
- ばらかもん - プロデューサー
- 曇天に笑う - プロデューサー
- 寄生獣 セイの格率 - プロデューサー

2015年
- デス・パレード - プロデューサー
- 俺物語!! - 企画（第1話 - 第12話）→プロデューサー（第13話 - 第24話）
- ガッチャマン クラウズ インサイト - 統括

2016年
- ふらいんぐうぃっち - 統括
- うどんの国の金色毛鞠 - 製作委員会

2018年
- 中間管理録トネガワ - 統括

2019年
- ちはやふる3 - 統括

2020年
- 魔術士オーフェンはぐれ旅 - 製作

2021年
- ワンダーエッグ・プライオリティ - チーフプロデューサー
- EDENS ZERO - チーフプロデューサー
- 月が導く異世界道中 - 企画
- ルパン三世 PART6 - 製作委員会

2022年
- トモダチゲーム - 協力
- シャインポスト - 製作委員会

2023年
- EDENS ZERO （第2期）- チーフプロデューサー
- Helck - チーフプロデューサー
- 葬送のフリーレン - 「葬送のフリーレン」製作委員会
- 薬屋のひとりごと - 「薬屋のひとりごと」製作委員会

2024年
- 多数欠 - チーフプロデューサー

2025年
- 薬屋のひとりごと （第2期）- 「薬屋のひとりごと」製作委員会

### 劇場アニメ
1995年
- ルパン三世 くたばれ!ノストラダムス - プロデューサー
- それいけ!アンパンマン 空とぶ絵本とガラスの靴 - プロデューサー
- 金田一少年の事件簿 オペラ座館・新たなる殺人 - 製作委員会

1997年
- それいけ!アンパンマン 虹のピラミッド - プロデューサー

1998年
- それいけ!アンパンマン てのひらを太陽に - プロデューサー

2008年
- それいけ!アンパンマン 妖精リンリンのひみつ - プロデューサー
- スカイ・クロラ The Sky Crawlers - スペシャルサンクス

2009年
- それいけ!アンパンマン だだんだんとふたごの星 - プロデューサー

2010年
- それいけ!アンパンマン ブラックノーズと魔法の歌 - プロデューサー

2011年
- それいけ!アンパンマン すくえ! ココリンと奇跡の星 - プロデューサー

2012年
- それいけ!アンパンマン よみがえれ バナナ島 - プロデューサー

2013年
- 劇場版 HUNTER×HUNTER 緋色の幻影 - プロデュース
- デス・ビリヤード - プロデューサー
- それいけ!アンパンマン とばせ! 希望のハンカチ - プロデューサー
- ルパン三世VS名探偵コナン THE MOVIE - 企画・プロデュース
- 劇場版 HUNTER×HUNTER -The LAST MISSION- - プロデュース

2014年
- それいけ!アンパンマン りんごぼうやとみんなの願い - プロデューサー

2015年
- それいけ!アンパンマン ミージャと魔法のランプ - プロデューサー
- バケモノの子 - スペシャルサポーターズ

2016年
- それいけ!アンパンマン おもちゃの星のナンダとルンダ - プロデューサー

2017年
- ひるね姫 〜知らないワタシの物語〜 - スペシャルサポーターズ
- それいけ!アンパンマン ブルブルの宝探し大冒険! - プロデューサー

### OVA
2003年
- 天地無用! 魎皇鬼 第三期 - プロデューサー（第4話 - 第7話）

### テレビドラマ
2017年
- 銭形警部 - 協力プロデューサー

### 実写映画
2009年
- カイジ 人生逆転ゲーム - 協力プロデューサー

2011年
- カイジ2 人生奪回ゲーム - 協力プロデューサー

2016年
- ちはやふる -上の句- - プロデュース協力
- ちはやふる -下の句- - プロデュース協力

### バラエティ番組
1999年
- 週刊ストーリーランド - プロデューサー

2012年
- 東京暇人 - コンテンツ

2023年
- それいけ!カラすな部 - CP